# Матч СРСР — США з легкої атлетики в приміщенні 1975
Матч СРСР — США з легкої атлетики в приміщенні 1975 був проведений 3 березня у Ричмонді, який також приймав аналогічні змагання 1972 та 1973 років.
Змагання проходили під дахом «Ричмонд Колізеума» на круговому дерев'яному треку довжиною 160 ярдів (~146 метрів), крім змагань чоловіків у метанні ваги, які були проведені на метальному секторі просто неба.

## Результати

### Чоловіки
| Місце | Атлет             | Результат |
| ----- | ----------------- | --------- |
| 1     | Г'юстон Мак-Тір   | 6,0       |
| 2     | Майк Мак-Фарленд  | 6,1       |
| 3     | Микола Колесников | 6,1       |
| 4     | Юрій Силов        | 6,2       |

| Місце | Атлет             | Результат |
| ----- | ----------------- | --------- |
| 1     | Джим Болдінг      | 48,4      |
| 2     | Стен Вінсон       | 48,4      |
| 3     | Володимир Носенко | 50,0      |
| 4     | Віктор Михайлов   | 50,1      |

| Місце | Атлет            | Результат |
| ----- | ---------------- | --------- |
| 1     | Рік Волхутер     | 1.49,4    |
| 2     | Браян Мак-Елрой  | 1.51,4    |
| 3     | Павло Литовченко | 1.52,8    |
| 4     | Георгій Чернишов | 1.56,3    |

| Місце | Атлет              | Результат |
| ----- | ------------------ | --------- |
| 1     | Реджі Мак-Ефі      | 4.03,7    |
| 2     | Володимир Абрамов  | 4.04,1    |
| 3     | Пол Каммінгс       | 4.04,2    |
| 4     | Арнольд Бейнарович | 4.07,5    |

| Місце | Команда            | Результат |
| ----- | ------------------ | --------- |
| 1     | Гленн Герольд      | 13.11,0   |
| 2     | Володимир Меркушин | 13.11,0   |
| 3     | Пат Мандера        | 13.16,0   |
| 4     | Валентин Зотов     | 13.30,4   |

| Місце | Команда             | Результат |
| ----- | ------------------- | --------- |
| 1     | Чарльз Фостер       | 6,8 =NIB  |
| 2     | Ларрі Шипп          | 7,0       |
| 3     | В'ячеслав Кулебякін | 7,1       |
| 4     | В'ячеслав Найденко  | 10,0      |

| Місце | Команда                                                              | Результат |
| ----- | -------------------------------------------------------------------- | --------- |
| 1     | СШАМайк Мак-Фарленд Стен Вінсон Джим Болдінг Рік Волхутер            | 3.01,1    |
| 2     | СРСРМикола Колесников Володимир Носенко Валерій Юрченко Юрій Худяков | 3.04,0    |

| Місце | Команда              | Результат   |
| ----- | -------------------- | ----------- |
| 1     | Володимир Голубничий | 19.46,2 WIB |
| 2     | Веніамін Солдатенко  | 20.24,8     |
| 3     | Рон Лейрд            | 20.27,6     |
| 4     | Рон Денієлс          | 21.07,8     |

| Місце | Команда           | Результат |
| ----- | ----------------- | --------- |
| 1     | Двайт Стоунз      | 2,21      |
| 2     | Денніс Адама      | 2,21      |
| 3     | Сергій Будалов    | 2,18      |
| 4     | Валентин Гаврилов | 2,18      |

| Місце | Атлет         | Результат |
| ----- | ------------- | --------- |
| 1     | Валерій Бойко | 5,43      |
| 2     | Яніс Лауріс   | 5,08      |
| 3     | Роланд Картер | 4,98      |
| —     | Дейв Робертс  | NM        |

| Місце | Атлет         | Результат |
| ----- | ------------- | --------- |
| 1     | Арні Робінсон | 7,84      |
| 2     | Ел Ланієр     | 7,55      |
| 3     | Юріс Івіньш   | 7,44      |
| 4     | Юрій Звєздін  | 7,23      |

| Місце | Атлет             | Результат |
| ----- | ----------------- | --------- |
| 1     | Анатолій Піскулін | 16,64     |
| 2     | Томмі Гейнс       | 16,31     |
| 3     | Сергій Сидоренко  | 16,28     |
| 4     | Кен Мак-Брайд     | 15,68     |

| Місце | Атлет             | Результат |
| ----- | ----------------- | --------- |
| 1     | Ел Феєрбах        | 20,46     |
| 2     | Террі Олбріттон   | 20,09     |
| 3     | Олександр Носенко | 20,03     |
| 4     | Рімантас Плунге   | 18,67     |

| Місце | Атлет              | Результат |
| ----- | ------------------ | --------- |
| 1     | Джордж Френн       | 21,54     |
| 2     | Олексій Спиридонов | 21,12     |
| 3     | Валентин Дмитренко | 20,04     |
| 4     | Боріс Джерассі     | 19,80     |

| Місце | Атлет          | Результат |
| ----- | -------------- | --------- |
| 1     | Стів Гаф       | 4121      |
| 2     | Ел Гамлін      | 4048      |
| 3     | Рудольф Зігерт | 3995      |
| 4     | Леонід Кайдаш  | 3908      |

### Жінки
| Місце | Атлетка             | Результат |
| ----- | ------------------- | --------- |
| 1     | Айріс Девіс         | 6,6       |
| 2     | Марта Ватсон        | 6,7       |
| 3     | Надія Бесфамільна   | 6,8       |
| 4     | Людмила Кондратьєва | 6,9       |

| Місце | Атлетка           | Результат |
| ----- | ----------------- | --------- |
| 1     | Робін Кемпбелл    | 55,1      |
| 2     | Дебра Сапентер    | 55,6      |
| 3     | Лариса Голованова | 56,0      |
| 4     | Любов Шибенкова   | 56,8      |

| Місце | Атлетка          | Результат |
| ----- | ---------------- | --------- |
| 1     | Шеріл Туссен     | 2.08,6    |
| 2     | Кеті Вестон      | 2.08,7    |
| 3     | Равіля Ізмайлова | 2.08,9    |
| 4     | Надія Мушта      | 2.15,5    |

| Місце | Атлетка          | Результат  |
| ----- | ---------------- | ---------- |
| 1     | Франсі Лар'є     | 4.28,5 WIB |
| 2     | Джулі Браун      | 4.38,8     |
| 3     | Ольга Двірна     | 4.50,6     |
| 4     | Тамара Козачкова | 4.56,1     |

| Місце | Атлетка         | Результат |
| ----- | --------------- | --------- |
| 1     | Ірина Бондарчук | 10.02,6   |
| 2     | Кейт Кіс        | 10.16,8   |
| 3     | Людмила Брагіна | 10.37,6   |
| 4     | Бренда Вебб     | 10.48,8   |

| Місце | Атлетка             | Результат |
| ----- | ------------------- | --------- |
| 1     | Патті ван Волвеларе | 7,5       |
| 2     | Деббі Лаплант       | 7,5       |
| 3     | Галина Вічкуткіна   | 7,6       |
| 4     | Ніна Моргуліна      | 7,6       |

| Місце | Команда                                                                  | Результат |
| ----- | ------------------------------------------------------------------------ | --------- |
| 1     | СШАЕйнджел Дойл Розалін Браянт Робін Кемпбелл Кеті Вестон                | 3.25,3    |
| 2     | СРСРНадія Бесфамільна Лариса Голованова Любов Шибенкова Равіля Ізмайлова | 3.33,5    |

| Місце | Атлетка          | Результат |
| ----- | ---------------- | --------- |
| 1     | Джоні Гантлі     | 1,89 NIB  |
| 2     | Галина Прилєпіна | 1,78      |
| 3     | Тетяна Шляхто    | 1,78      |
| 4     | Сьюзен Гекетт    | 1,68      |

| Місце | Атлетка           | Результат |
| ----- | ----------------- | --------- |
| 1     | Марта Ватсон      | 6,41      |
| 2     | Віллі Вайт        | 6,11      |
| 3     | Надія Ткаченко    | 6,05      |
| 4     | Зоя Спасовходська | 5,93      |

| Місце | Атлетка           | Результат |
| ----- | ----------------- | --------- |
| 1     | Фаїна Мельник     | 17,31     |
| 2     | Марен Зайдлер     | 15,99     |
| 3     | Людмила Поповська | 15,48     |
| 4     | Деніз Вуд         | 14,41     |

| Місце | Атлетка           | Результат |
| ----- | ----------------- | --------- |
| 1     | Джейн Фредерік    | 2902      |
| 2     | Людмила Поповська | 2828      |
| 3     | Надія Ткаченко    | 2801      |
| 4     | Гейл Фітцджеральд | 2628      |

## Командний залік
|                 | СРСР | США |
| --------------- | ---- | --- |
| Чоловіки        | 62   | 98  |
| Жінки           | 44   | 73  |
| Загальний залік | 106  | 171 |